# Tugimaantee 55
De Tugimaantee 55 is een secundaire weg in Estland. De weg loopt van Kamara via Mõisaküla naar Letland en is 4,4 kilometer lang. 